# Liste des lépidoptères d'Algérie
 (octobre 2019).
Si vous disposez d'ouvrages ou d'articles de référence ou si vous connaissez des sites web de qualité traitant du thème abordé ici, merci de compléter l'article en donnant les références utiles à sa vérifiabilité et en les liant à la section « Notes et références ».

Localisation de l'Algérie.

Cet article recense les lépidoptères d'Algérie.

## Rhopalocères
Les papillons de jour (ou rhopalocères) algériens sont représentés par les 5 familles suivantes par ordre alphabétique: Hesperiidae, Lycaenidae, Nymphalidae, Papilionidae et Pieridae. Dans la liste suivante, 133 espèces au total sont classées par ordre alphabétique.

### Hesperiidae
- Borbo borbonica
  - Borbo borbonica borbonica
  - Borbo borbonica zelleri
- Carcharodus boeticus
  - Carcharodus boeticus boeticus
- Carcharodus lavatherae
  - Carcharodus lavatherae lavatherae
  - Carcharodus lavatherae rufescens
- Carcharodus stauderi
  - Carcharodus stauderi stauderi
- Carcharodus alceae
  - Carcharodus alceae alceae
- Carcharodus tripolinus
- Gegenes nostrodamus
  - Gegenes nostrodamus nostrodamus
- Gegenes pumilio
  - Gegenes pumilio pumilio
- Hesperia comma
  - Hesperia comma benuncas
- Muschampia leuzeae
- Muschampia mohammed
- Muschampia proto
  - Muschampia proto fulvosatura
- Pelopidas mathias
  - Pelopidas mathias mathias
- Pyrgus armoricanus
  - Pyrgus armoricanus marrocanus
- Pyrgus numidus
  - Pyrgus numidus numidus
- Pyrgus onopordi
  - Pyrgus onopordi onopordi
- Spialia sertorius
  - Spialia sertorius ali
  - Spialia sertorius sertorius
- Spialia doris
- Thymelicus acteon
  - Thymelicus acteon oranus
- Thymelicus hamza
  - Thymelicus hamza hamza
- Thymelicus lineola
  - Thymelicus lineola semicolon
- Thymelicus sylvestris
  - Thymelicus sylvestris ibericus

### Lycaenidae
- Aricia artaxerxes
  - Aricia artaxerxes montensis
- Aricia cramera
  - Aricia cramera cramera
- Azanus ubaldus
  - Azanus ubaldus ubaldus
- Callophrys avis
  - Callophrys avis avis
- Callophrys rubi
  - Callophrys rubi fervida
- Celastrina argiolus
  - Celastrina argiolus mauretanica
- Chilades trochylus
  - Chilades trochylus trochylus
- Cigaritis acamas
  - Cigaritis acamas divisa
- Cigaritis allardi
  - Cigaritis allardi allardi
  - Cigaritis allardi meridionalis
- Cigaritis myrmecophila
  - Cigaritis myrmecophila myrmecophila
- Cigaritis siphax
  - Cigaritis siphax siphax
- Cigaritis zohra
  - Cigaritis zohra zohra
- Cupido lorquinii
  - Cupido lorquinii lorquinii
- Deudorix livia
  - Deudorix livia livia
- Glaucopsyche melanops
  - Glaucopsyche melanops algirica
- Glaucopsyche alexis
  - Glaucopsyche alexis melanoposmater
- Iolana debilitata
  - Iolana debilitata debilitata
- Kretania allardi
  - Kretania allardi allardi
- Kretania martini
  - Kretania martini martini
- Lampides boeticus
- Leptotes pirithous
  - Leptotes pirithous pirithous
- Lycaena phlaeas
- Lysandra punctifera
  - Lysandra punctifera punctifera
- Polyommatus amandus
  - Polymmatus amandus abdelaziz
- Polyommatus atlantica
  - Polyommatus atlantica atlantica
  - Polyommatus atlantica barraguei
- Polyommatus icarus
- Pseudophilotes abencerragus
  - Pseudophilotes abencerragus abencerragus
  - Pseudophilotes abencerragus famelica
- Pseudophilotes baton
  - Pseudophilotes baton occidentalis
- Quercusia quercus
  - Quercusia quercus ibericus
- Pseudophilotes fatma
- Satyrium esculi
  - Satyrium esculi mauretanicum
- Tarucus balkanicus
  - Tarucus balkanicus balkanicus
- Tarucus rosacea
  - Tarucus rosacea rosacea
- Tarucus theophrastus
  - Tarucus theophrastus theophrastus
- Tomares ballus
  - Tomares ballus ballus
- Tomares mauretanicus
  - Tomares mauretanicus mauretanicus
- Zizeeria karsandra
  - Zizeeria karsandra karsandra
- Zizeeria knysna
  - Zizeeria knysna kynsa
- Zizina antanossa
  - Zizina antanossa antanossa
- Zizula hylax
  - Zizula hylax hylax

### Nymphalidae
- Arethusana boabdil
- Argynnis pandora
  - Argynnis pandora seitzi
- Argynnis paphia
  - Argynnis paphia dives
- Berberia abdelkader
  - Berberia abdelkader abdelkader
  - Berberia abdelkader nelvai
- Berberia lambessanus
  - Berberia lambessanus lambessanus
- Charaxes jasius
  - Charaxes jasuis jasius
- Chazara prieuri
  - Chazara prieuri prieuri
- Chazara briseis
  - Chazara briseis major
- Coenonympha austauti
  - Coenonympha austauti austauti
- Coenonympha fettigii
  - Coenonympha fettigii fettigii
  - Coenonympha fettigii holli
- Coenonympha arcanioides
  - Coenonympha arcanioides arcanioides
- Coenonympha pamphilus
  - Coenonympha pamphilus lyllus
- Danaus chrysippus
- Euphydryas aurinia
  - Euphydryas aurinia barraguei
  - Euphydryas aurinia beckeri
- Euphydryas desfontainii
  - Euphydryas desfontainii desfontainii
  - Euphydryas desfontainii gibrati
- Fabriciana auresiana
  - Fabriciana auresiana auresiana
- Hipparchia hansii
  - Hipparachia hansii hansii
- Hipparchia powelli
- Hipparchia statilinus
  - Hipparchia statilinus sylvicola
- Hipparchia aristaeus
  - Hipparchia aristaeus algiricus
- Hipparchia fidia
  - Hipparchia fidia fidia
- Hipparchia ellena
  - Hipparchia ellena ellena
- Hyponephele lupina
  - Hyponephele lupina mauretanica
- Issoria lathonia
- Lasiommata maera
  - Lasiommata maera adrasta
- Lasiommata megera
  - Lasiommata megera megera
- Libythea celtis
  - Libythea celtis celtis
- Maniola jurtina
  - Maniola jurtina hispulla
- Melanargia lucasi
  - Melanargia lucasi lucasi
- Melanargia occitanica
  - Melanargia occitanica pelagia
- Melanargia ines
  - Melanargia ines ines
- Melitaea aetherie
  - Melitaea aetherie algirica
- Melitaea punica
  - Melitaea punica punica
- Melitaea deserticola
  - Melitaea deserticola deserticola
- Melitaea didyma
  - Melitaea didyma didyma
- Melitaea deione
  - Melitaea deione nitida
- Melitaea cinxia
  - Melitaea cinxia eupompe
- Nymphalis polychloros
  - Nymphalis polychloros erythromelas
- Pararge aegeria
  - Pararge aegeria aegeria
- Polygonia c-album
  - Polygonia c-album imperfecta
- Pyronia cecilia
  - Pyronia cecilia cecilia
- Pyronia bathseba
  - Pyronia bathseba bathseba
- Pyronia janiroides
  - Pyronia janiroides janiroides
- Vanessa cardui
- Vanessa atalanta

### Papilionidae
- Iphiclides feisthamelii
- Papilio machaon
  - Papilio machaon mauretanicus
- Papilio saharae
  - Papilio saharae saharae
- Zerynthia rumina
  - Zerynthia rumina africana

### Pieridae
- Anthocharis belia
  - Anthocharis belia androgyne
  - Anthocharis belia belia
- Aporia crataegi
  - Aporia crataegi mauretanica
- Belenois aurota
- Catopsilia florella
- Colias crocea
  - Colias crocea deserticola
- Colotis chrysonome
  - Colotis chrysonome chrysonome
- Colotis evagore
  - Colotis evagore nouna
- Colotis liagore
  - Colotis liagore liagore
- Colotis phisadia
  - Colotis phisadia phisadia
- Euchloe charlonia
  - Euchloe charlonia charlonia
- Euchloe belemia
  - Euchloe belemia belemia
- Euchloe crameri
  - Euchloe crameri melanochloros
- Euchloe falloui
  - Euchloe falloui falloui
- Euchloe tagis
  - Euchloe tagis pechi
- Gonepteryx cleopatra
  - Gonepteryx cleopatra cleopatra
- Gonepteryx rhamni
  - Gonepteryx rhamni meridionalis
- Pieris napi
  - Pieris napi atlantica
- Pieris rapae
  - Pieris rapae mauritanica
- Pieris brassicae
  - Pieris brassicae brassicae
- Pontia daplidice
  - Pontia daplidice daplidice
- Pontia glauconome
  - Pontia glauconome glauconome

## Hétérocères
Les papillons de nuit (ou hétérocères) algériens sont représentés par les 50 familles suivantes, au total 2015 espèces sont classées par ordre alphabétique : Adelidae, Alucitidae, Autostichidae, Batrachedridae, Blastobasidae, Brachodidae, Bucculatricidae, Choreutidae, Coleophoridae, Cosmopterigidae, Cossidae, Depressariidae, Douglasiidae, Drepanidae, Elachistidae, Epermeniidae, Erebidae, Eriocottidae, Gelechiidae, Geometridae, Gracillariidae, Hepialidae, Heterogynidae, Lasiocampidae, Lecithoceridae, Lemoniidae, Limacodidae, Lyonetiidae, Micropterigidae, Momphidae, Nepticulidae, Noctuidae, Oecophoridae, Opostegidae, Psychidae, Pterolonchidae, Pterophoridae, Pyralidae, Saturniidae, Scythridae, Sesiidae, Somabrachyidae, Sphingidae, Stathmopodidae, Thaumetopoeidae, Tineidae, Tortricidae, Yponomeutidae et Zygaenidae.

### Adelidae
- Adela pantherella
- Nematopogon robertella
- Nemophora barbatella
- Nemophora minimella
- Nemophora raddella

### Alucitidae
- Alucita desmodactyla
- Alucita palodactyla

### Autostichidae
- Pecteneremus decipiens
- Pecteneremus pharaoh
- Pecteneremus walsinghami
- Apatema mediopallidum
- Apiletria luella
- Arragonia punctivitella
- Arragonia tunesiella
  - Arragonia tunesiella tunesiella
- Epanastasis enigmatica
- Dysspastus erroris
- Eremica saharae
- Heringita dentulata
  - Heringita dentulata dentulata
- Hesperesta geminella
- Holcopogon bubulcellus
- Leilaptera lithochroma
- Metaxitagma mauricum
- Oegoconia caradjai
- Oegoconia quadripuncta
- Eremica molitor
- Orpecovalva obliterata
- Pantacordis pallida
- Sagarancona sericiella
- Stibaromacha ratella
- Symmoca calidella
- Symmoca ponerias
- Symmoca samum
- Symmoca signatella
- Symmoca tofosella
- Eridachtha parvella
- Symmocoides oxybiella
- Tenieta albidella
- Turatia serratina
  - Turatia serratina serratina

### Batrachedridae
- Batrachedra amydraula

### Blastobasidae
- Blastobasis phycidella

### Brachodidae
- Brachodes appendiculata
- Brachodes powelli

### Bucculatricidae
- Bucculatrix regaella
- Bucculatrix zizyphella

### Choreutidae
- Choreutis nemorana
- Choreutis pariana
- Millieria dolosana
- Tebenna micalis

### Coleophoridae
- Coleophora acanthyllidis
- Coleophora aegyptiacae
- Coleophora albella
- Coleophora alphitonella
- Coleophora amikanella
- Coleophora arenicola
- Coleophora areniphila
- Coleophora argenteonivea
- Coleophora argentifimbriata
- Coleophora asthenella
- Coleophora beduina
- Coleophora berlandella
- Coleophora calycotomella
- Coleophora chotticola
- Coleophora chretieniella
- Coleophora coliella
- Coleophora conspicuella
- Coleophora crassicornella
- Coleophora crepidinella
- Coleophora crexella
- Coleophora dubiella
- Coleophora echinopsilonella
- Coleophora eupreta
- Coleophora feomicrella
- Coleophora festivella
- Coleophora fretella
- Coleophora fulvociliella
- Coleophora fuscopictella
- Coleophora gibberosa
- Coleophora gracilella
- Coleophora gymnocarpella
- Coleophora hadrocerella
- Coleophora haloxylonella
- Coleophora helianthemella
- Coleophora hieronella
- Coleophora hippodromica
- Coleophora hololeucella
- Coleophora honestella
- Coleophora hospitiella
- Coleophora hystricell
- Coleophora incultella
- Coleophora infolliculella
- Coleophora jerusalemella
- Coleophora kantarica
- Coleophora lasloella
- Coleophora lebedella
- Coleophora linosyris
- Coleophora mausolella
- Coleophora mayrella
- Coleophora microalbella
- Coleophora micronotella
- Coleophora microsticta
- Coleophora microxantha
- Coleophora minimella
- Coleophora asperginella
- Coleophora nurmahal
- Coleophora ochrea
- Coleophora parthenica
- Coleophora pechi
- Coleophora phlomidella
- Coleophora plicipunctella
- Coleophora plurifoliella
- Coleophora poecilella
- Coleophora praecipua
- Coleophora principiella
- Coleophora protecta
- Coleophora hololeucella
- Coleophora dubiella
- Coleophora retifera
- Coleophora rhanteriella
- Coleophora sahariana
- Coleophora salsolella
- Coleophora salviella
- Coleophora sarehma
- Coleophora seguiella
- Coleophora serinipennella
- Coleophora solidaginella
- Coleophora stenidella
- Coleophora strophingella
- Coleophora traganella
- Coleophora tunisiae
- Coleophora vicinella
- Coleophora violacea
- Coleophora xanthoptera
- Ischnophanes monocentra

### Cosmopterigidae
- Alloclita francoeuriae
- Alloclita recisella
- Ascalenia acaciella
- Ascalenia bifasciella
- Ascalenia echidnias
- Calycobathra acarpa
- Coccidiphila ledereriella
- Cosmopterix attenuatella
- Cosmopterix coryphaea
- Cosmopterix crassicervicella
- Cosmopterix lienigiella
- Cosmopterix pararufella
- Cosmopterix salahinella
- Cosmopterix scribaiella
- Eteobalea anonymella
- Eteobalea dohrnii
- Eteobalea isabellella
- Eteobalea serratella
- Eteobalea siciliae
- Eteobalea sumptuosella
- Eteobalea thaumatella
- Limnaecia phragmitella
- Pyroderces argyrogrammos
- Eteobalea beata
- Vulcaniella rosmarinella

### Cossidae
- Brachygystia mauretanicus
- Camellocossus henleyi
- Cecryphalus helenae
- Cossus cossus
- Dyspessa algeriensis
- Dyspessa fuscula
- Dyspessa kabylaria
  - Dyspessa kabylaria kabylaria
- Dyspessa maroccana
- Dyspessa rothschildi
- Dyspessa suavis
- Dyspessa walteri
- Eremocossus vaulogeri
  - Eremocossus vaulogeri vaulogeri
- Holcocerus holosericeus
  - Holcocerus holosericeus faroulti
- Meharia incurvariella
- Meharia semilactea
- Mormogystia proleuca
- Mormogystia reibellii
- Wiltshirocossus aries
  - Wiltshirocossus aries pulcher
- Zeuzera pyrina

### Depressariidae
- Ethmia bipunctella
- Ethmia candidella
  - Ethmia candidella candidella
  - Ethmia candidella delicatella
- Ethmia lepidella
- Ethmia lybiella
- Ethmia mixtella
- Ethmia quadrinotella
  - Ethmia quadrinotella quinquenotella
- Ethmia terminella
  - Ethmia terminella terminella
- Ethmia vittalbella

### Douglasiidae
- Tinagma bledella

### Drepanidae
- Cilix algirica
- Cilix glaucata
  - Cilix glaucata glaucata
- Watsonalla binaria

### Elachistidae
- Elachista contaminatella
- Elachista fuscibasella
- Elachista ksarella
- Elachista maboulella
- Elachista totalbella
- Elachista zabella
- Elachista zabella

### Epermeniidae
- Epermenia aequidentellus

### Erebidae
- Amata mogadorensis
  - Amata mogadorensis hoggarensis
- Apaidia rufeola
- Arctia angelica
- Arctia dido
  - Arctia dido dido
- Arctia oberthueri
  - Arctia oberthueri oberthueri
- Coscinia cribraria
  - Coscinia cribraria cribraria
- Coscinia libyssa
  - Coscinia libyssa libyssa
- Cymbalophora haroldi
  - Cymbalophora haroldi haroldi
- Cymbalophora powelli
  - Cymbalophora powelli powelli
- Cymbalophora pudica
  - Cymbalophora pudica pudica
- Dysauxes punctata
- Dysauxes servula
- Eilema caniola
- Eilema interposita
- Katha rungsi
- Eilema lurideola
- Manulea palliatella
- Eilema pygmaeola
  - Eilema pygmaeola pallifrons
- Maurica breveti
  - Maurica breveti breveti
  - Maurica breveti powelli
- Ocnogyna pudens
  - Ocnogyna pudens leprieuri
  - Ocnogyna pudens pudens
- Paidia conjuncta
- Paidia rica
- Phryganopsis plumosa
- Phragmatobia fuliginosa
  - Phragmatobia fuliginosa kroumira
- Spilosoma lubricipeda
  - Spilosoma lubricipeda lubricipeda
- Utetheisa pulchella
  - Utetheisa pulchella pulchella
- Zobida bipuncta

### Eriocottidae
- Eriocottis fuscanella

### Gelechiidae
- Altenia modesta
- Anarsia acaciae
- Anarsia lineatella
- Anarsia luticostella
- Apatetris echiochilonella
- Apatetris halimilignella
- Apatetris tamaricicola
- Apodia bifractella
- Aponoea obtusipalpis
- Apotistatus leucostictus
- Aproaerema anthyllidella
- Aregha abhaustella
- Aristotelia flavicapitella
- Aristotelia frankeniae
- Aristotelia mirandella
- Aristotelia ouedella
- Aristotelia staticella
- Aristotelia subericinella
- Aroga aristotelis
- Athrips fagoniae
- Athrips nitrariella
- Bryotropha arabica
- Bryotropha domestica
- Bryotropha dryadella
- Bryotropha figulella
- Bryotropha plebejella
- Caryocolum jaspidella
- Caryocolum schleichi
- Chionodes distinctella
- Chrysoesthia compositella
- Chrysoesthia drurella
- Chrysoesthia gaditella
- Coudia strictella
- Dichomeris lamprostoma
- Eulamprotes helotella
- Eulamprotes superbella
- Gelechia allotria
- Gnorimoschema epithymella
- Harpagidia mauricaudella
- Horridovalva tenuiella
- Megacraspedus peyerimhoffi
- Megacraspedus violacellum
- Mesophleps ochracella
- Mesophleps silacella
- Mesophleps trinotella
- Metanarsia alphitodes
- Metanarsia incertella
- Metzneria agraphella
- Metzneria castiliella
- Metzneria clitella
- Metzneria ehikeella
- Metzneria hastella
- Metzneria littorella
- Microlechia chretieni
- Mirificarma montivaga
- Mirificarma flavonigrella
- Mirificarma interrupta
- Mirificarma mulinella
- Mirificarma ocellinella
- Mirificarma eburnella
- Mirificarma flavella
- Mirificarma pallidipulchra
- Mirificarma scissella
- Monochroa gracilella
- Neofaculta ericetella
- Neofriseria peliella
- Nothris verbascella
- Oecocecis guyonella
- Ornativalva angulatella
- Ornativalva antipyramis
- Ornativalva cerostomatella
- Ornativalva erubescens
- Ornativalva heligmatodes
- Ornativalva heluanensis
- Ornativalva ignota
- Ornativalva lilyella
- Ornativalva longiductella
- Ornativalva macrosignella
- Ornativalva mixolitha
- Ornativalva plutelliformis
- Ornativalva triangulella
- Ornativalva zonella
- Palumbina guerinii
- Parapodia sinaica
- Pexicopia malvella
- Phloeocecis cherregella
- Phthorimaea operculella
- Psamathocrita albidella
- Pseudosymmoca angustipennis
- Pseudotelphusa paripunctella
- Psoricoptera gibbosella
- Ptocheuusa cuprimarginella
- Ptocheuusa inopella
- Ptocheuusa multistrigella
- Sclerocecis pulverosella
- Scrobipalpa ergasima
- Scrobipalpa algeriensis
- Scrobipalpa disjectella
- Scrobipalpa portosanctana
- Scrobipalpa instabilella
- Scrobipalpa meyricki
- Scrobipalpa obsoletella
- Scrobipalpa ocellatella
- Scrobipalpa parvipulex
- Scrobipalpa phagnalella
- Scrobipalpa remota
- Scrobipalpa smithi
- Scrobipalpa suaedivorella
- Scrobipalpa traganella
- Scrobipalpa vasconiella
- Scrobipalpa voltinella
- Scrobipalpa wiltshirei
- Scrobipalpa cultrata
- Scrobipalpa deutschi
- Scrobipalpa gecko
- Scrobipalpa halymella
- Scrobipalpa omachella
- Scrobipalpa peterseni
- Scrobipalpa portosanctana
- Scrobipalpa richteri
  - Scrobipalpa richteri viettei
- Scrobipalpa albofusca
- Scrobipalpa audax
- Scrobipalpa bifasciata
- Scrobipalpa biskrae
- Scrobipalpa bradleyi
- Scrobipalpa ochraceella
- Sophronia consanguinella
- Stomopteryx deverrae
- Stomopteryx geryella
- Stomopteryx kermella
- Stomopteryx nigricella
- Stomopteryx quadripunctella
- Streyella anguinella
- Syncopacma acanthyllidis
- Syncopacma cinctella
- Syncopacma mitrella
- Syncopacma thaumalea
- Syncopacma zonariella
- Teleiopsis diffinis
- Telphusa sarcochroma
- Tuta absoluta
- Aristotelia flavicapitella

### Geometridae
- Cidaria multistrigata[2]
- Acanthovalva inconspicuaria
- Acidaliastis micra
- Acidaliastis subbrunnescens
- Acidromodes saharae
- Adactylotis gesticularia
- Afriberina haroldi
- Afriberina tenietaria
  - Afriberina tenietaria hammamrirha
  - Afriberina tenietaria tenietaria
- Afriberina terraria
  - Afriberina terraria pallescens
  - Afriberina terraria terraria
- Amygdaloptera testaria
- Anticlea badiata
  - Anticlea badiata tellensis
- Anticlea semna
- Antilurga alhambrata
  - Antilurga alhambrata altatlas
- Aplocera plagiata
- Aspitates gilvaria
  - Aspitates gilvaria gilvaria
- Athroolopha chrysitaria
- Athroolopha pennigeraria
  - Athroolopha pennigeraria kabylaria
  - Athroolopha pennigeraria latimargo
  - Athroolopha pennigeraria orientalis
- Atomorpha mabillearia
- Biston betularia
- Biston stratarius
- Brachyglossina culoti
- Brachyglossina fulta
- Brachyglossina macracantha
- Brachyglossina mauritanica
- Brachyglossina mzabensis
- Brachyglossina paroranaria
  - Brachyglossina paroranaria suboranaria
- Brachyglossina seitzi
- Brachyglossina vindicata
- Bustilloxia saturata
  - Bustilloxia saturata saturata
- Calamodes melanaria
- Calamodes occitanaria
- Campaea honoraria
- Camptogramma bilineata
  - Camptogramma bilineatum numidicum
- Casilda antophilaria
- Casilda consecraria
- Cataclysme uniformata
- Catarhoe basochesiata
  - Catarhoe basochesiata basochesiata
- Catarhoe cuculata
  - Catarhoe cuculata lucasi
- Catarhoe cupreata
- Chemerina caliginearia
- Chesias isabella
- Chesias legatella
- Chesias rufata
  - Chesias rufata plumbeata
- Godonela aestimaria
  - Godonela aestimaria aestimaria
- Chiasmia clathrata
  - Chiasmia clathrata azrouensis
- Chiasmia latimarginaria
- Chiasmia sudanata
- Chlorissa viridata
- Cinglis andalusiaria
- Cleta ramosaria
  - Cleta ramosaria transiens
- Colostygia sericeata
  - Colostygia sericeata holli
- Colotois pennaria
  - Colotois pennaria mauretanaria
- Compsoptera argentaria
  - Compsoptera argentaria yaminaria
- Compsoptera jourdanaria
- Crocallis auberti
- Crocallis boisduvaliaria
- Crocallis dardoinaria
- Crocallis fuliginosa
- Cyclophora albipunctata
- Cyclophora hyponoea
- Cyclophora puppillaria
- Dasypteroma thaumasia
  - Dasypteroma thaumasia powelli
  - Dasypteroma thaumasia thaumasia
- Dyscia penulataria
- Dyscia lentiscaria
- Dyscia nobiliaria
- Dyscia plebejaria
- Dyscia holli
- Ecleora haroldaria
- Ecleora solieraria
- Ectropis crepuscularia
- Ekboarmia atlanticaria
- Ekboarmia fascinataria
- Isturgia miniosaria
- Epirrhoe galiata
- Epirrhoe sandosaria
  - Epirrhoe sandosaria bertrandi
- Epirrita christyi
- Eucrostes indigenata
  - Eucrostes indigenata indigenata
- Eumegethes tenuis
- Euphyia frustata
  - Euphyia frustata fulvocinctata
- Euphyia vallantinaria
- Eupithecia alliaria
- Eupithecia arenitincta
- Eupithecia breviculata
- Eupithecia schiefereri
- Gymnoscelis dearmata
- Eupithecia elimata
- Eupithecia falkneri
- Eupithecia glaisi
- Eupithecia gratiosata
- Eupithecia innotata
- Eupithecia insignifica
- Eupithecia deverrata
- Eupithecia massiliata
- Eupithecia minusculata
- Eupithecia moricandiata
- Eupithecia centaureata
  - Eupithecia centaureata centaureata (?)
- Eupithecia opistographata
- Eupithecia orana
- Eupithecia oxycedrata
- Eupithecia pantellata
- Eupithecia phoeniceata
- Eupithecia rhoisata
- Eupithecia rosmarinata
- Eupithecia rusicadaria
- Eupithecia scopariata
  - Eupithecia scopariata scopariata
- Eupithecia soricella
- Eupithecia subflavolineata
- Eupithecia tarfata
- Eupithecia tenellata
  - Eupithecia tenellata tenellata
- Eupithecia ultimaria
- Eupithecia unedonata
- Eupithecia unitaria
  - Eupithecia unitaria desertorum
  - Eupithecia unitaria unitaria
- Eupithecia variostrigata
  - Eupithecia variostrigata constantina
- Eupithecia weissi
- Eurranthis plummistaria
  - Eurranthis plummistaria algeriensis
- Scopula asellaria
  - Scopula asellaria philipparia
  - Scopula asellaria tripolitana
  - Scopula asellaria romanaria
- Scopula alfierii
- Scopula romanarioides
- Scopula rufomixtaria
  - Scopula rufomixtaria saharensis
- Gnophos similaria
- Gnophos crosi
- Gnophos quadrimaculata
- Grammochesias hippocastanarioides
- Gymnoscelis rufifasciata
- Hemidromodes robusta
  - Hemidromodes robusta affinis
- Hemistola chrysoprasaria
- Horisme scorteata
- Hospitalia flavolineata
- Hydria cervinalis
- Hylaea compararia
- Charissa obscurata
- Charissa mucidaria
  - Charissa mucidaria mucidaria
- Idaea algeriensis
- Idaea allardiata
- Idaea attenuaria
- Idaea aversata
  - Idaea aversata indeviata
- Idaea belemiata
- Idaea bigladiata
  - Idaea bigladiata alberti
- Idaea bucephalaria
- Idaea calunetaria
  - Idaea calunetaria episticta
- Idaea camparia
- Idaea cervantaria
  - Idaea cervantaria depressaria
- Idaea completa
- Idaea degeneraria
- Idaea efflorata
- Idaea elongaria
- Idaea erubescens
- Idaea eugeniata
  - Idaea eugeniata algeriaca
- Idaea fathmaria
- Idaea fatimata
- Idaea figuraria
- Idaea fractilineata
  - Idaea fractilineata subrufaria
- Idaea fuscovenosa
- Idaea humiliata
- Idaea incisaria
- Idaea infirmaria
  - Idaea infirmaria mitescens
- Idaea inquinata
- Idaea laevigata
- Idaea lambessata
- Idaea libycata
- Idaea litigiosaria
- Idaea lobaria
- Idaea longaria
  - Idaea longaria faroulti
- Idaea ludovicaria
- Idaea manicaria
- Idaea maxima
- Idaea mediaria
  - Idaea mediaria flavidior
- Idaea merklaria
- Idaea minuscularia
- Idaea mustelata
- Idaea nexata
- Idaea nigrolineata
- Idaea numidaria
- Idaea obsoletaria
- Idaea ochrata
- Idaea okbaria
- Idaea oranaria
- Idaea ostrinaria
- Idaea politaria
- Idaea predotaria
- Idaea rainerii
- Idaea renataria
- Idaea rusticata
- Idaea sanctaria
  - Idaea sanctaria transcatenulata
- Idaea scabraria
- Idaea seriata
- Idaea sordida
- Idaea straminata
- Idaea subsaturata
- Idaea subsericeata
- Idaea typicata
- Idaea unicalcarata
- Idaea volloni
- Isturgia deerraria
- Isturgia disputaria
- Isturgia pulinda
- Isturgia spodiaria
  - Isturgia spodiaria mizanensis
- Itame vincularia
- Kuchleria insignata
- Kuchleria menadiara
- Larentia clavaria
  - Larentia clavaria datinaria
- Larentia malvata
- Lhommeia biskraria
- Liodesina homochromata
- Liodesina mesatlantis
- Lithostege apicata
- Lithostege cinerata
- Lithostege farinata
- Lithostege fissurata
- Lithostege griseata
- Lithostege notata
- Macaria wauaria
  - Macaria wauaria africana
- Selidosema erebaria
- Menophra harterti
- Menophra japygiaria
- Microloxia herbaria
- Microloxia ruficornis
- Minoa murinata
- Myinodes constantina
- Aspitates ochrearia
- Narraga nelvae
- Nebula numidiata
- Nychiodes mauretanica
- Nychiodes obscuraria
- Scopula pratana
  - Scopula pratana occidens
  - Scopula pratana pratana
- Oar reamuraria ?
- Odontognophos dumetatus 
  - Odontognophos dumetatus faroulti
- Operophtera brumata
- Opisthograptis luteolata
- Orthonama obstipata
- Pachycnemia hippocastanaria
- Rhodostrophia vibicaria
  - Rhodostrophia vibicaria strigata
- Peribatodes powelli
- Peribatodes umbrarius
  - Peribatodes umbrarius khenchelae
- Perizoma flavosparsata
- Petrophora binaevata
  - Petrophora binaevata austautaria
  - Petrophora binaevata fraternaria
- Petrophora convergata
- Petrophora feliciaria
- Petrophora narbonea
- Phaiogramma etruscaria
- Phaiogramma faustinata
- Phaselia algiricaria
  - Phaselia algiricaria algiricaria
- Phaselia deliciosaria
- Phyllometra gracilaria
- Pingasa lahayei
  - Pingasa lahayei lahayei
- Pseudosterrha paulula
  - Pseudosterrha paulula philaearia
- Pseudoterpna coronillaria
  - Pseudoterpna coronillaria algirica
- Pynthanosis henricaria
- Rheumaptera ithys
- Rheumaptera montivagata
- Rhodometra debiliaria
- Rhodometra sacraria
- Rhodostrophia calabra
  - Rhodostrophia calabra calabra
- Rhodostrophia pudorata
- Rhoptria asperaria
- Scopula decolor
  - Scopula decolor flaccata
- Scopula decorata
- Scopula emutaria
- Scopula gastonaria
  - Scopula gastonaria gastonaria
  - Scopula gastonaria luteofasciata
- Scopula imitaria
- Scopula incanata
- Scopula luridata
- Scopula marginepunctata
- Scopula minorata
- Scopula ornata
  - Scopula ornata ornata
- Scopula submutata
  - Scopula submutata nivellaria
- Scopula virgulata
- Scotopteryx alfacaria
  - Scotopteryx alfacaria transmarina
- Scotopteryx peribolata
  - Scotopteryx peribolata chouika
- Selidosema ambustaria
- Selidosema picturatum
- Siona galactica
- Stegania oranaria
- Stegania postrecta
- Stegania trimaculata
- Tephronia codetaria
- Tephronia fatimaria
- Tephronia oranaria
- Tephronia praerecta
- Thera variolata
- Thetidia plusiaria'
- Toulgoetia cauteriata
- Triphosa dyriata
- Xanthorhoe fluctuata
  - Xanthorhoe fluctuata herculeana
- Xenochlorodes olympiaria
- Zamarada hyalinaria
- Zamarada minimaria
  - Zamarada minimaria arenosa
- Zamarada secutaria
- Zamarada torrida
- Zernyia algiricaria ?
- Zernyia annularis
- Zernyia gnophoides
- Zernyia nelvai
- Zernyia selidosema ?

### Gracillariidae
- Aspilapteryx multipunctella
- Caloptilia coruscans
- Dialectica scalariella
- Euspilapteryx auroguttella
- Parornix maura
- Phyllocnistis citrella
- Phyllonorycter barbarella
- Phyllonorycter endryella
- Phyllonorycter idolias
- Phyllonorycter belotella
- Phyllonorycter pseudojoviella

### Hepialidae
- Neohepialiscus algeriensis

### Heterogynidae
- Heterogynis penella